# Repco
Repco, nom abreujat de Replacement Parts Company va ser un equip australià de cotxes de competició que va arribar a disputar curses a la Fórmula 1.
Repco es va fer famós en conquerir amb Brabham els campionats del món de Fórmula 1 els anys 1966 i 1967.

## Palmarès a la F1
- Curses: 77
- Victòries: 184
- Podis: 25
- Punts: 168
- 2 Títols mundials de pilots. 1966 i 1967.
- 2 Títols mundials de constructors. 1966 i 1967.